# Jane Morand
Pour les articles homonymes, voir Morand.
Jeanne Françoise Morand, surnommée Jane Morand, née à Bey le 17 août 1887 et morte le 26 février 1969 à Fitz-James, est une couturière, femme de ménage et militante anarchiste individualiste française. Figure en vue du mouvement anarchiste français, elle organise le Comité féminin dans les années 1910, l'une des principales organisations anarcha-féministes et féministes de la période. Morand est aussi connue pour avoir, avec Henriette Tilly, participé à partager le féminisme dans les cercles anarchistes et influencé Le Cinéma du Peuple dans le choix de réaliser Les Misères de l'aiguille, le premier film féministe de l'histoire.
Condamnée à la réclusion à perpétuité pour avoir permis à d'autres anarchistes de fuir la France pendant la Première Guerre mondiale, elle est libérée en 1924. En 1932, elle commence à montrer des signes de troubles mentaux comme des délires paranoïaques et finit sa vie dans une situation misérable, entre plusieurs institutions de soin.

## Biographie
Jeanne Françoise Morand naît à Bey le 17 août 1887, en Saône-et-Loire,. Son père est un terrassier anarcho-syndicaliste, et elle commence à travailler comme couturière à Saint-Marcel. Plus tard, lorsqu'elle a 22 ans, elle quitte la Saône-et-Loire pour se rendre à Paris, où elle commence à lire Le Libertaire, puis à rejoindre les causeries populaires anarchistes,. Elle a deux sœurs, Alice et Marie, qui la rejoignent dans la capitale et se lient aussi aux milieux libertaires français,. Pendant cette période, elle commence un militantisme actif, se fait arrêter plusieurs fois par la police pour « troubles à l’ordre public, collage d’affiches, outrages, voies de fait et rébellion, participation à des manifestations interdites ». Elle n'hésite pas à se débattre, se défendre et mordre les policiers qui l'arrêtent. En 1906, par exemple, avec Albert Libertad et un certain Millet, Morand est arrêtée pour s'être battue avec un contrôleur du métro et un policier.
Pendant deux ans, Morand travaille comme domestique pour la famille Henry, sur le boulevard Saint-Martin, puis quitte son emploi,. Elle vient alors s'installer au siège du journal anarchiste individualiste, L'Anarchie,. La militante entre en relation avec Albert Libertad avant de le quitter au début de l'année 1908, mais l'assiste dans les dernières années de sa vie tout de même, à la fin de 1908.
Après sa mort, elle lui succède au sein du journal L'Anarchie, et en organise la gestion avec Armandine Mahé, la sœur d'Anna Mahé. Cependant, après son arrestation pour avoir participé à une manifestation contre Georges Clemenceau — motivée par le fait que celui-ci fait ériger un monument à la gloire de Charles Floquet, un politicien impliqué dans le scandale de Panama — elle ne peut plus gérer le journal et est remplacée par Lucien Lecourtier. En 1910, elle prend Jacques Long comme compagnon, et vit avec lui de ménages qu'ils font chez les particuliers. Morand est en lien avec les milieux anticoloniaux et, en 1912, elle entretient brièvement une relation avec Virendranath Chattopadhyaya (en), un révolutionnaire indien, qui emménage avec elle,.
Elle devient ensuite secrétaire du Comité féminin,, l'une des principales organisations anarcha-féministes et féministes de la période. Cette ouverture aux thèmes féministes se poursuit lorsqu'elle fonde Le Cinéma du Peuple avec d'autres anarchistes,. Cette coopérative se consacre à la production de films libertaires, et elle semble être particulièrement influente dans l'orientation féministe et anarcha-féministe que prend la coopérative dès le départ, aux côtés d'Henriette Tilly et de Lucien Descaves,,,. Cette poussée féministe se concrétise par le tournage du premier film féministe de l'histoire, Les Misères de l'aiguille,.
En août 1914, elle rejoint l'Espagne avec Jacques Long, réformé de l'armée, puis revient en 1915 pour aider les anarchistes souhaitant éviter l'incorporation dans l'armée et effectuer de la propagande antimilitariste,. Ses deux frères se réfugient en Angleterre après avoir déserté.
En 1919, le couple est expulsé d'Espagne pour propagande anarchiste. En France, Morand et Long sont inculpés par le parquet de Bordeaux pour intelligence avec l'ennemi. Laissés en liberté provisoire, ils s'enfuient de nouveau, aux Pays-Bas, puis en Belgique. Condamnés par contumace à la réclusion à perpétuité et pressés par une situation matérielle de plus en plus difficile, ils reviennent en France. Long se suicide le 20 juillet 1921. L'année suivante, le 10 avril 1922, la militante se constitue prisonnière à Mandres-les-Roses et fait appel de sa précédente condamnation. Elle défend sa conduite pendant la guerre en déclarant au tribunal : « Empêcher la mort de jeunes Français est un acte plus patriotique que de les y envoyer ». La peine est ramenée à cinq ans de prison ferme et dix ans d'interdiction de séjour.
Morand effectue deux grèves de la faim pour obtenir le statut de prisonnière politique, et est soutenue par un large public, qui dépasse les seuls anarchistes. Elle entre en conflit, pendant sa captivité, avec certains membres du Libertaire, qu'elle accuse de sectarisme dans le manque de soutien apporté aux prisonniers politiques communistes.
Le 29 août 1924, elle est graciée et se retire à Mandres-les-Roses, où sa mère demeure. Si elle conserve des liens avec le mouvement anarchiste, notamment avec E. Armand, elle cesse de participer de manière active à celui-ci. En 1927, elle n'est plus surveillée par la police comme anarchiste,.
En 1932, elle commence à montrer des signes de troubles mentaux, comme des délires paranoïaques et finit sa vie dans une situation misérable, entre plusieurs institutions de soin,. Elle meurt le 26 février 1969 à Fitz-James, dans l'Oise.

## Liens
- Ressource relative à la vie publique :   - Maitron